# Солтыханов, Адлан Исаевич
Адла́н Иса́евич Солтыха́нов (28 июля 1993 года, Чечня, Россия) — российский чеченский спортсмен, специализируется по карате Кёкусинкай, чемпион и призёр чемпионатов России, бронзовый призёр чемпионата Европы. Выступал в весовой категории до 70 кг. Студент Грозненского нефтяного университета.

## Спортивные результаты
- 26 октября 2014 года, чемпионат России — ;
- 2013 год, чемпионат России — ;
- 22 сентября 2012 года, чемпионат Европы (Ереван, Армения) — ;
- 2012 год, чемпионат России — .